# Palazzo Barbolani di Montauto-Mancini
Palazzo Mancini si trova in via de' Benci 8 a Firenze, con affaccio su Borgo Santa Croce e Corso dei Tintori.

## Storia e descrizione
La possente fabbrica, voluta da Benedetto degli Alberti e già terminata nella sua originaria configurazione nel 1378, è da considerare, tra le molte proprietà della famiglia nella zona, quella "di maggior visibilità per collocazione, estensione e disegno architettonico" (Brenda Preyer). Della sua antica storia bene documentano la muratura a conci del piano terreno e i poderosi pilastri di pietra forte del cortile, propri dell'architettura fiorentina trecentesca, mentre per il resto i fronti mostrano chiari segni degli interventi successivi, evidenziando le molteplici sovrapposizioni che nei secoli hanno ridisegnato gli affacci.
Dagli Alberti la proprietà passò, nel corso del tempo, ai Rossi di San Secondo, ai Barbolani di Montauto e da essi per via matrimoniale ai Mancini. I Barbolani apportarono fra Settecento e Ottocento significative modifiche agli interni, con notevoli decorazioni pittoriche tra le quali è da segnalare una ampia galleria affrescata.

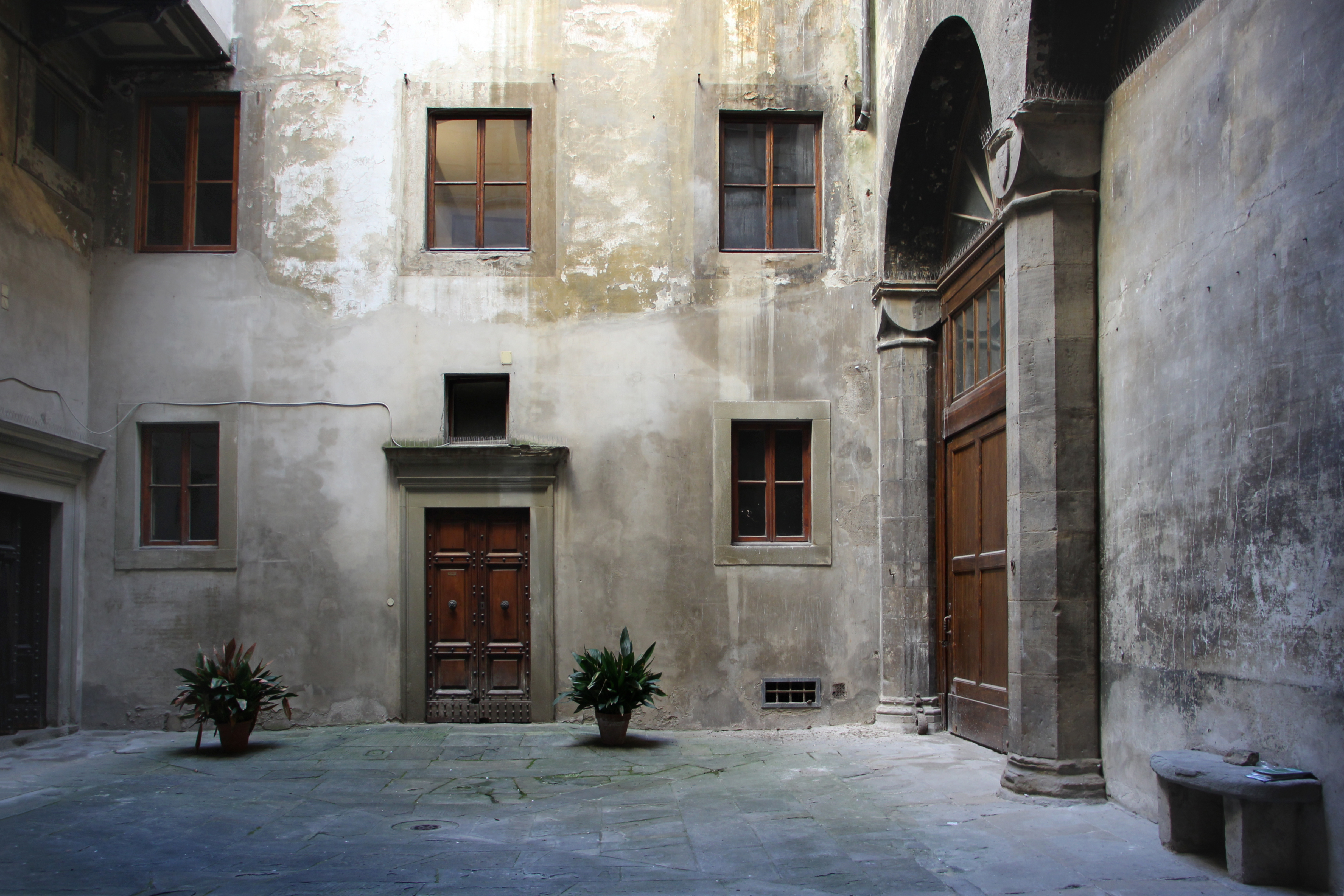
Cortile interno

All'Ottocento risale anche la costruzione dell'altana loggiata sul tetto, con affacci verso borgo Santa Croce e verso corso dei Tintori (restaurata nel 1990-1992). Restauri alla facciata sono documentati nel 1897 e nel 1900. Nel 1908 fu dato il permesso di aprire un nuovo sporto in una delle arcate della facciata e di costruire una porta sul fronte di corso dei Tintori.
Altri interventi sono documentati al 1931, quando si costruì il ballatoio al primo piano del cortile, e al 1940, quando venne costruita una nuova scala e si operò il distacco di una decorazione a fresco da una volta. Sempre attorno a questi anni la fabbrica venne interessata dalla demolizione degli intonaci dei fronti dei piani superiori, da mettere in relazione con simili operazioni attuate in occasione della visita di Hitler a Firenze del 1938, volte a conferire ad alcuni scorci urbani un'immagine 'ferrigna' e di gloriosa vetustà (la situazione precedente all'intervento è documentata da alcune fotografie pubblicate tra gli altri da Marco Dezzi Bardeschi). L'ultimo intervento di restauro ai fronti su via de' Benci e corso dei Tintori è datato al 2001-2002.
Sulla facciata di via de' Benci, in prossimità delle cantonate, sono due scudi fortemente abrasi ma ancora interpretabili in condizioni di luce radente come degli Alberti (d'azzurro, a quattro catene d'argento moventi dai quattro angoli dello scudo e riunite in cuore per un anello dello stesso), un tempo isolati sulla superficie intonacata. Sulla volta dell'androne di accesso al cortile è dipinto uno scudo con le armi congiunte dei Barbolani di Montauto e dei Mancini. Sul cancello ricorrono invece solo quelle dei Mancini (d'oro a tre fasce di nero). Su un capitello dei pilastri del cortile ricompare lo scudo con l'arme, scalpellinata, degli Alberti.
Il palazzo appare nell'elenco redatto nel 1901 dalla Direzione Generale delle Antichità e Belle Arti, quale edificio monumentale da considerare patrimonio artistico nazionale, ed è sottoposto a vincolo architettonico dal 1933.

## Bibliografia

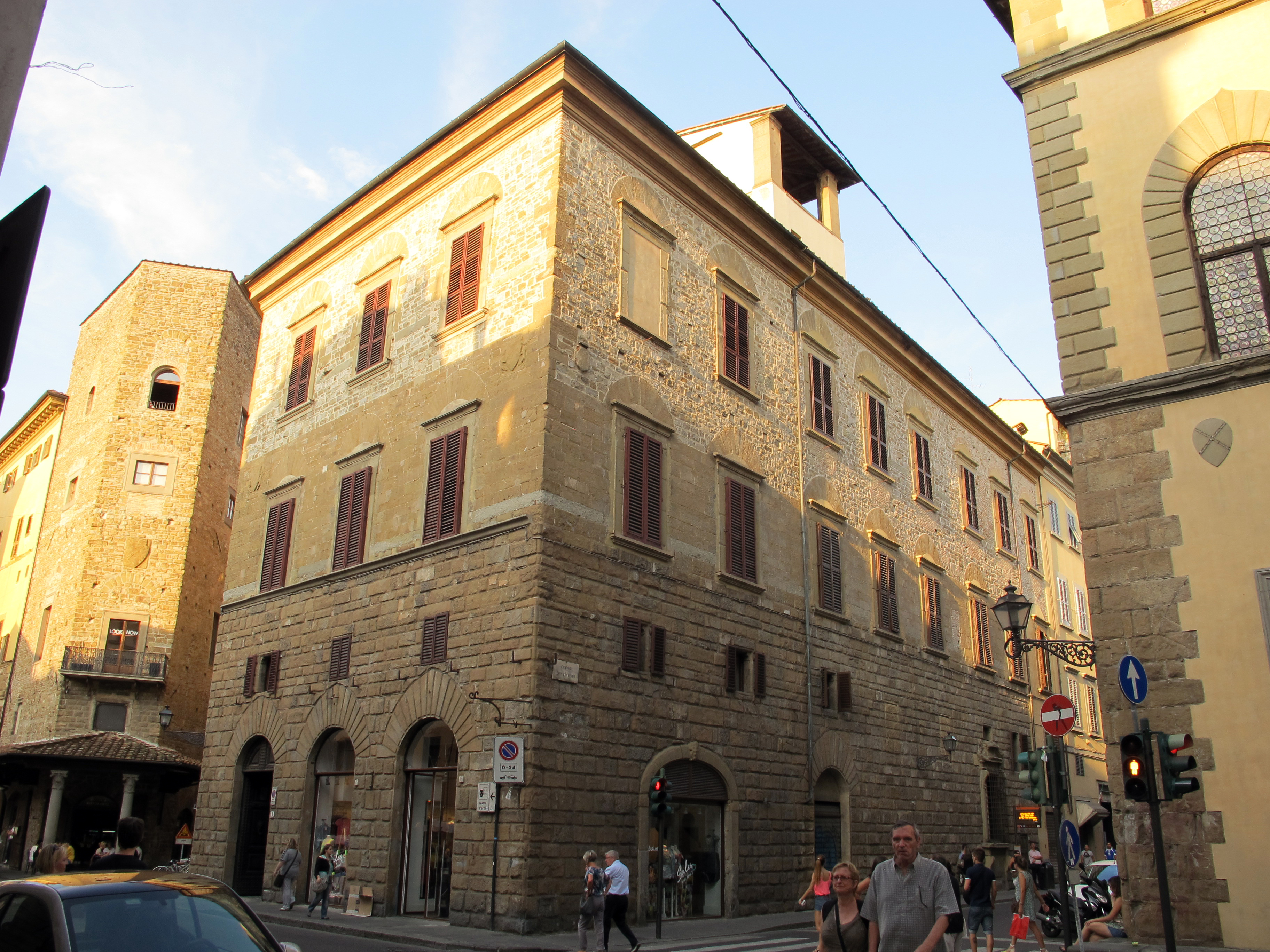
Palazzo Mancini su corso Tintori